# ジェイデン・ジェイムズ
ジェイデン・ジェイムズ（Jayden Jaymes、1986年2月13日 - ）は、アメリカ合衆国のポルノ女優。本名Michele Lee Mayo

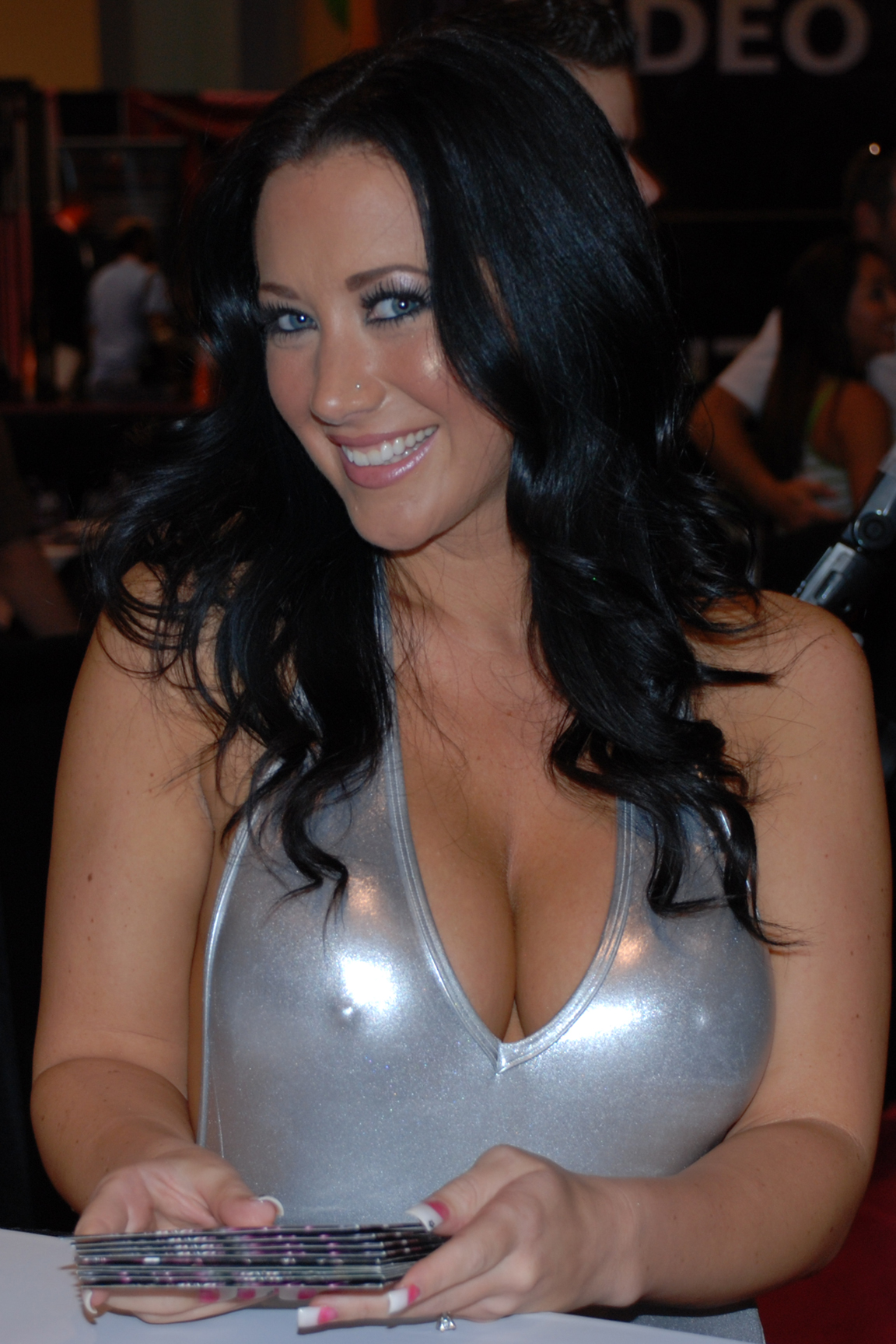

## 経歴
1986年2月13日、カリフォルニア州サンバーナーディーノ郡アップランドに生まれる。若いころはバレエを習う。
大学ではビジネスを学ぶが、家があまり裕福とは言えず、最初の学年の学費を支払えるか危ぶまれた。そこで、家庭用ビデオでアダルト映画を撮影したのがキャリア開始のきっかけ。
最初の映画出演は2006年11月。iadfで確認できるだけで673の作品に出演している。
2007年以降、写真モデルとしても活動(アダルト雑誌の表紙など)。
2009年、格闘家で俳優のチャック・リデルと交際中とスクープされた。
2015年1月24日、AVNアワードの"Fan Award: Best Boobs"(｢ファンが選ぶ最優秀おっぱい｣)受賞。
現在、ビジネスの学位の他、自身の会社、カリフォルニアのいくつかの不動産、そしてコスタリカの家を所有。純資産200万ドルと推計される。